# Мирза, Искандер
Искандер Мирза (урду اسکندرمیرز‎; 13 ноября 1899, Муршидабад, Британская Индия — 13 ноября 1969, Лондон) — генерал-губернатор Пакистана (7 августа 1955 года — 23 марта 1956 года). Первый президент Пакистана с 1956 по 1958 год.

## Биография
Родился 15 ноября 1899 года в Западной Бенгалии. Обучался военному делу в колледже Эльфинстоун в Великобритании. По возвращении из Великобритании он вступил в ряды Вооружённых сил Британской Индии в 1919 году. В 1926 году Искандер уволился из армии, стал работать в Индийской Политической Службе и был отправлен в должности помощника комиссара в Северо-Западную пограничную провинцию. Мирза стал комиссаром в 1931 году. Большая часть его карьеры, в качестве комиссара Индийской Политической Службы, прошла в Зоне Племен. До создания Пакистана он также служил в Министерстве обороны Британской Индии.
Искандер Мирза был назначен первым министром обороны Пакистана, он занимал эту должность более семи лет. Мирза стал губернатором Восточного Пакистана в мае 1954 года. Он открыто заявлял, что не колеблясь будет использовать силу для подавления любых протестных акций в провинции. Первым его шагом на посту губернатора был выписанный ордер на арест 319 человек, в том числе на двух лидеров Авами Лиг — Рахмана Муджибура и Юсуф Али Чаудхри. К середине июня число арестованных достигло 1051 человек, в том числе были 33 члена Национальной ассамблеи и два университетских профессора из Дакки. После проведения карательных акций в Восточном Пакистане прекратились беспорядки, однако в процессе подавления были посеяны семена постоянной ненависти к центральной исполнительной власти в сердцах народа Восточного Пакистана.
С октября 1954 года по август 1955 года Искандер Мирза был министром внутренних дел. 7 августа 1955 года Гулам Мухаммад из-за болезни отправился на два месяца отпуск и предложил Мирзе должность исполняющего обязанности генерал-губернатора. Искандер назначил Чоудхури Мухаммеда Али премьер-министром страны. В 1956 году была принята новая Конституция Пакистана, где название главы государства было изменено с генерал-губернатора на президента. Но обязанности и полномочия главы государства при этом не изменись. Учредительное собрание единогласно избрало Искандера Мирза первым президентом Пакистана.
Искандер Мирза старался доминировать на политической арене страны любым возможным способом. Будучи главой государства он всегда оставался активным и влиятельным в политике страны. Мирза в полной мере пользовался слабостью других политиков и играл на их противоречиях друг к другу. Чтобы компенсировать влияние Мусульманской лиги он принял активную роль в создании Республиканской партии Пакистана. Также Мирза всеми силами старался снизить роль религии в государстве. За время короткого периода в четыре года он сменил на посту премьер-министра четырёх человек.
7 октября 1958 года он издал прокламацию об отмене конституции 1956 года. В соответствии с провозглашением Парламент республики был распущен и было введено первое военное положение в истории страны. В это же время Искандер Мирза назначил Айюб Хана Верховным главнокомандующим вооружённых сил. Но Айюб Хан отказался быть марионеткой в руках президента. 27 октября 1958 года Мухаммед Айюб Хан вынудил Искандера Мирзу покинуть страну и объявил себя президентом.
Искандер Мирза провёл остаток своей жизни в гостиничном номере в Лондоне. Он умер 15 ноября 1969 года.